# Antagonista (osoba)
Antagonista (dosł. „oponent, przeciwnik, adwersarz” ) – postać literacka, istotna dla fabuły utworu, która jest przeciwnikiem głównego bohatera, określanego mianem protagonisty .
W teatrze greckim był to aktor, który w tragedii grał drugą co do ważności rolę .
W sztukach teatralnych, filmach, komiksach, grach jest to zwykle postać negatywna, często będąca czarnym charakterem.